# Samson Flexor
 (mai 2017).
Sansmon Flexor, né Samson Modestovitch Flexor le 9 septembre 1907 à Soroca, Bessarabie, actuelle Moldavie, et mort le 31 juillet 1971 à São Paulo au Brésil, est un peintre franco-brésilien. 
Il est notamment l'un des fondateurs du mouvement abstrait au Brésil.[réf. nécessaire]

## Biographie
Samson Flexor nait à Soroca dans une famille juive et aisée. Entre 1922 et 1924, il étudie à l'Académie royale des beaux-arts de Bruxelles, puis à partir de 1924 aux Beaux Arts de Paris. En parallèle, il apprend la technique de la fresque à l'académie Ranson (1926). En 1929 il reçoit la nationalité française.
Sa première exposition personnelle se tient à la galerie Campagne Première à Brussels (avril 1927) et, durant la décennie qui suit, il expose régulièrement au Salon des Surindépendants. La mort en couches de sa première femme (1933) provoque chez lui une grave crise existentielle. Il se convertit alors au catholicisme, cesse durant un moment de peindre et coupe tout contact avec sa famille. Son remariage en 1939 et la naissance de son premier fils closent cette période de tensions.  
Durant la seconde guerre mondiale, il s’engage un temps dans la résistance puis, forcer de fuir Paris, finit par s’installer avec sa famille en Normandie. Au cours de cette période, il peint plusieurs œuvres aux sujets religieux.  
En 1948, grâce aux relations de sa nouvelle femme, il s’installe à São Paulo. Son travail prend alors un tournant radicalement abstrait. Le coup d’état militaire de 1964 est pour lui une grande désillusion. Il meurt en 1971 à la suite d'un problème cardiaque. 

### Pratique artistique

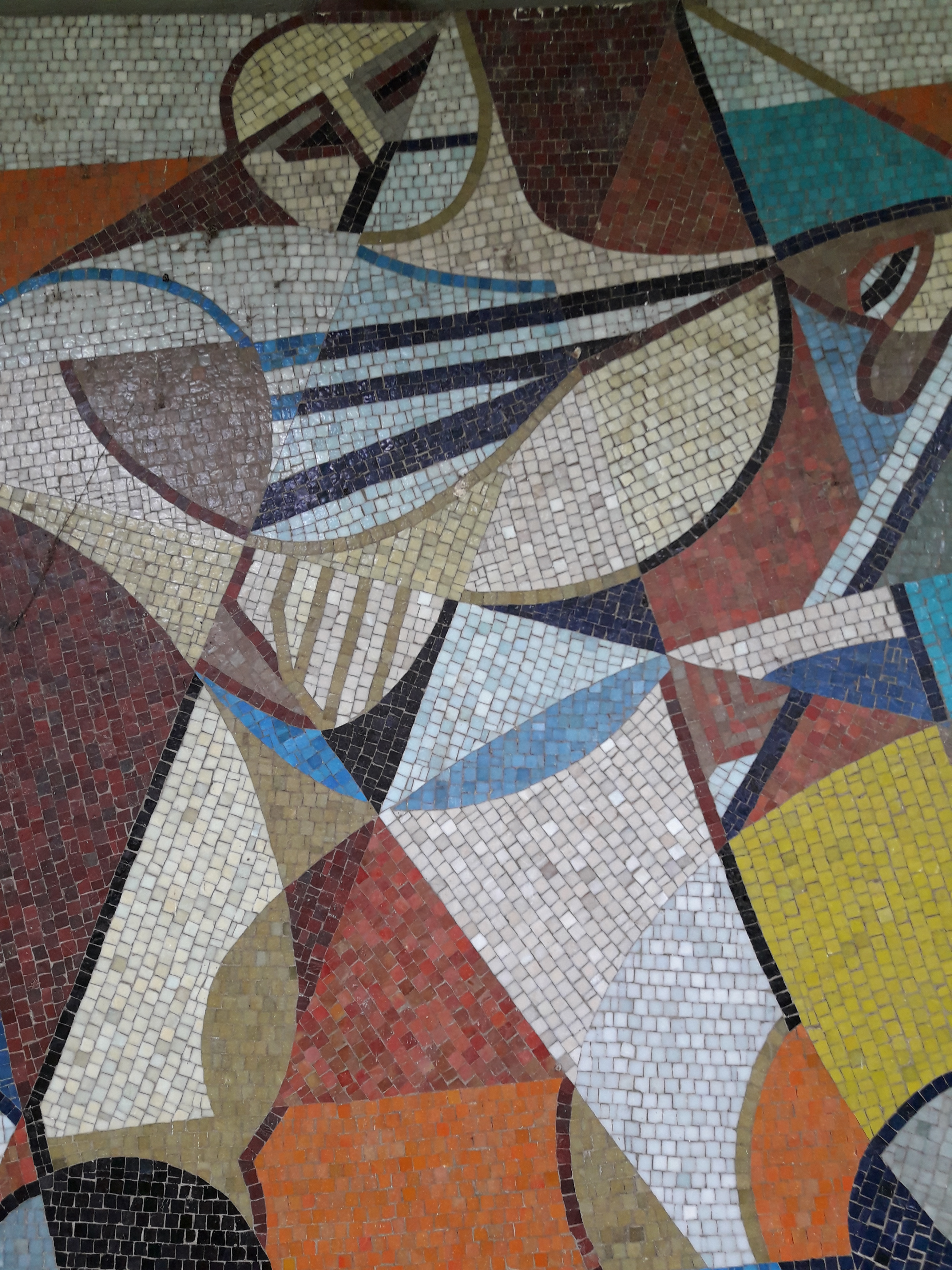
Mosaïque murale, à l'Hospital Municipal São Luís Gonzaga de São Paulo.

Peu de temps après son installation à São Paulo, Samson Flexor se tourne vers l'abstraction. Ses travaux, au départ proches d'une peinture semi-abstraite d'inspiration néo-cubiste, se transforment peu à peu pour devenir des compositions géométriques purement abstraites. Ses toiles se caractérisent alors par une recherche d'un certain dynamisme, combinant des éléments géométriques et un soin particulier accordé aux couleurs.
Sur ces principes il fonde en 1951 l'Atelier-Abstração,. C'est tout autant une école qu’un courant artistique et l'atelier a joué un rôle pionnier dans l’émergence et la diffusion de l’art non-figuratif au Brésil. Parmi ses membres on compte Wega Nery, Anesia et Pacheco Chaves, Alberto Teixeira, Gisela Eichbaum, Charlotta Adlerová, Ernestina Karman et Leopoldo Raimo.
Quelques années plus tard, un certain nombre de facteurs, comme son voyage aux États-Unis (1957) et la fermeture de son atelier/école, poussent Flexor vers une abstraction plus « lyrique » et ses toiles perdent leur stricte géométrie au profit de formes plus organiques. À la fin des années soixante, il revient presque à la figuration, avec une phase synthétisée par l’artiste comme « anthropomorphique ».
Étonnamment, bien que créateur et ardent défenseur de l'abstractionnisme au Brésil, Samson Flexor a, tout au long de sa vie, conservé une pratique figurative via, d’une part, sa prolifique activité de portraitiste et, d’autre part, dans ses œuvres à caractère religieux.